# Emma Suárez Bodelón
Emma Suárez Bodelón (Madrid, 25 de juny de 1964) és una actriu espanyola.

## Biografia
Nascuda en una família allunyada de l'espectacle i sense especial vocació d'actriu, amb catorze anys va ser seleccionada en un càsting juvenil per protagonitzar l'adaptació cinematogràfica de Memorias de Leticia Valle, de l'escriptora Rosa Chacel.
A partir d'aquell moment va decidir dedicar-se professionalment a la interpretació i el 1982 va debutar en el teatre amb El cementerio de los pájaros, obra d'Antonio Gala en la qual compartia escenari amb Irene Gutiérrez Caba i Encarna Paso.
Actriu autodidacta, va treballar en pel·lícules de directors de renom com Antonio Betancor (1919: Crónica del alba), José Luis Garci (Sesión contínua) o José Luis Borau (Tata mía) i amb nous valors com Isabel Coixet (Massa vell per morir jove).
L'any 1986 va encarnar la neboda i confident de Carlota Núñez (Concha Cuetos) en la sèrie de TVE Tristeza de amor. La seva labor teatral prossegueix en les obres Bajarse al moro i La Chunga.
Convertida en una ferma promesa molt ben acollida per la crítica, el 1989 va assumir el seu primer paper principal com a actriu adulta a La blanca paloma, de Juan Miñón, on va coincidir amb Francisco Rabal i Antonio Banderas.
Durant la dècada de 1990 es van succeir els seus èxits cinematogràfics i va aconseguir notable popularitat i prestigi. Les pel·lícules que va rodar amb el novell Julio Medem (Vacas, La ardilla roja i Tierra) van propiciar la trucada de Pilar Miró per protagonitzar El perro del hortelano i Tu nombre envenena mis sueños. En totes va formar una sòlida parella artística amb l'actor Carmelo Gómez.
El 1997 va tornar a la televisió amb la sèrie Querido maestro. Posteriorment es va mostrar més selectiva en els seus projectes per al cinema i va reprendre la carrera teatral protagonitzant el 2002 l'obra Les criades, de Jean Genet, dirigida per Mario Gas i al costat d'Aitana Sánchez-Gijón. Altres muntatges en els quals va intervenir aquells anys són Proserpina, Persáfone (a les ordres de Bob Wilson) i L'oncle Vània (donant vida al personatge d'Elena).
Després de rodar Visionarios i El caballero El Quijote amb Manuel Gutiérrez Aragón, l'any 2004 va encarnar la dona que s'enamora del pres Juan José Garfia a la pel·lícula Horas de luz. Més recents són les seves actuacions a Bajo las estrellas, La casa de mi padre i La mosquitera.
Entre els seus treballs televisius cal destacar El pantano, Cuéntame cómo pasó i Cazadores de hombres. Emma Suárez va començar a rodar la sèrie La zona el 2017 (una serie de Movistar+).
Candidata en quatre ocasions al Premi Goya, l'any 1996 es va imposar a Concha Velasco i Ana Torrent amb la seva aclamada interpretació en vers a la pel·lícula El perro del hortelano, de Pilar Miró, que també li va reportar, entre d'altres, el premi Fotogramas de Plata.
En l'esfera personal, va estar casada amb el realitzador Juan Estelrich Jr., que la va dirigir en els llargmetratges La vida láctea i Pintadas, i amb qui va tenir el seu primer fill, Juan (nascut el 1992). Després de la ruptura amb Estelrich, Suárez va ser parella del músic Andy Chango, amb qui va tenir la seva segona filla, Ada Marta (nascuda el 2005).

## Filmografia

### Cinema
| - Julieta (Pedro Almodóvar, 2016) - La propera pell (Isaki Lacuesta, 2015) - Novatos (Pablo Aragüés, 2015) - Falling Apart (Ana Rodríguez Rosell, 2015) - Murieron por encima de sus posibilidades (Isaki Lacuesta, 2014) - Buscado a Eimish (Ana Rodríguez Rosell, 2012) - Área de descanso (Michael Aguilo, 2011) - ¿Para qué sirve un oso? (Tom Fernández, 2011) - La mosquitera (Agustí Vila, 2010) - Herois (Pau Freixas, 2010) - La casa de mi padre (Gorka Merchán, 2009) - Óscar, una pasión surrealista (Lucas Fernández, 2008) - Todos los días son tuyos (José Luis Gutiérrez Arias, 2007) - Bajo las estrellas (Félix Viscarret, 2007) - Horas de luz (Manuel Matji, 2004) - Sansa (Siegfried, 2003) - El caballero el Quijote (Manuel Gutiérrez Aragón, 2002) - La dama de Porto Pim (José Antonio Salgot, 2001) - Visionarios (Manuel Gutiérrez Aragón, 2001) - Besos para todos (Jaime Chávarri, 2000) - Sobreviviré (Alfonso Albacete i David Menkes, 1999) - La ciudad de los prodigios (Mario Camus, 1999) - Golpe de estadio (Sergio Cabrera, 1998) - Tu nombre envenena mis sueños (Pilar Miró, 1997) - El perro del hortelano (Pilar Miró, 1996) - Tierra (Julio Medem, 1996) - Pintadas (Juan Estelrich Jr., 1996) | - Una casa en las afueras (Pedro Costa, 1995) - Enciende mi pasión (José Miguel Ganga, 1994) - Souvenir (Rosa Vergés, 1994) - La ardilla roja (Julio Medem, 1993) - Vacas (Julio Medem, 1992) - Orquesta Club Virginia, (Manuel Iborra, 1992) - La vida láctea (Juan Estelrich Jr., 1992) - Tramontana (Carlos Pérez Ferré, 1991) - A solas contigo (Eduardo Campoy, 1990) - Contra el viento (Paco Periñán, 1990) - La blanca paloma (Juan Miñón, 1989) - La luna negra (Imanol Uribe, 1989) - Massa vell per a morir jove (Isabel Coixet, 1988) - Blancaflor, la hija del diablo (Jesus García de Dueñas, 1988) - En penumbra (José Luis Lozano, 1987) - Oficio de muchachos (Carlos Romero Marchent, 1986) - Tata mía (José Luis Borau, 1986) - Hierro dulce (Francisco Rodríguez, 1985) - Marbella, un golpe de 5 estrellas (Miguel Hermoso, 1985) - El jardín secreto (Carlos Suárez, 1984) - Sesión contínua (José Luis Garci, 1984) - 1919: Crónica del alba 2ª parte (Antonio Betancor, 1983) - Memorias de Leticia Valle (Miguel Ángel Rivas, 1980) |

### Televisió
- La zona (2017) - Movistar+[3]
- Sofia (2010) - telefilm
- Vuelo IL 8714 (2010) - telefilm
- Cazadores de hombres (2008)
- Hospital Central (2007) - 3 episodis
- Cuéntame cómo pasó (2004)
- El pantano (2003)
- Querido maestro (1997)
- Tristeza de amor (1986)

### Teatre
- Els fills del Kennedy (2013-2014)
- Deseo (2013)
- Viejos tiempos (2012)
- La avería (2011-2012)
- Calpurnia (2011)
- Antígona (2011)
- L'oncle Vània (2008)

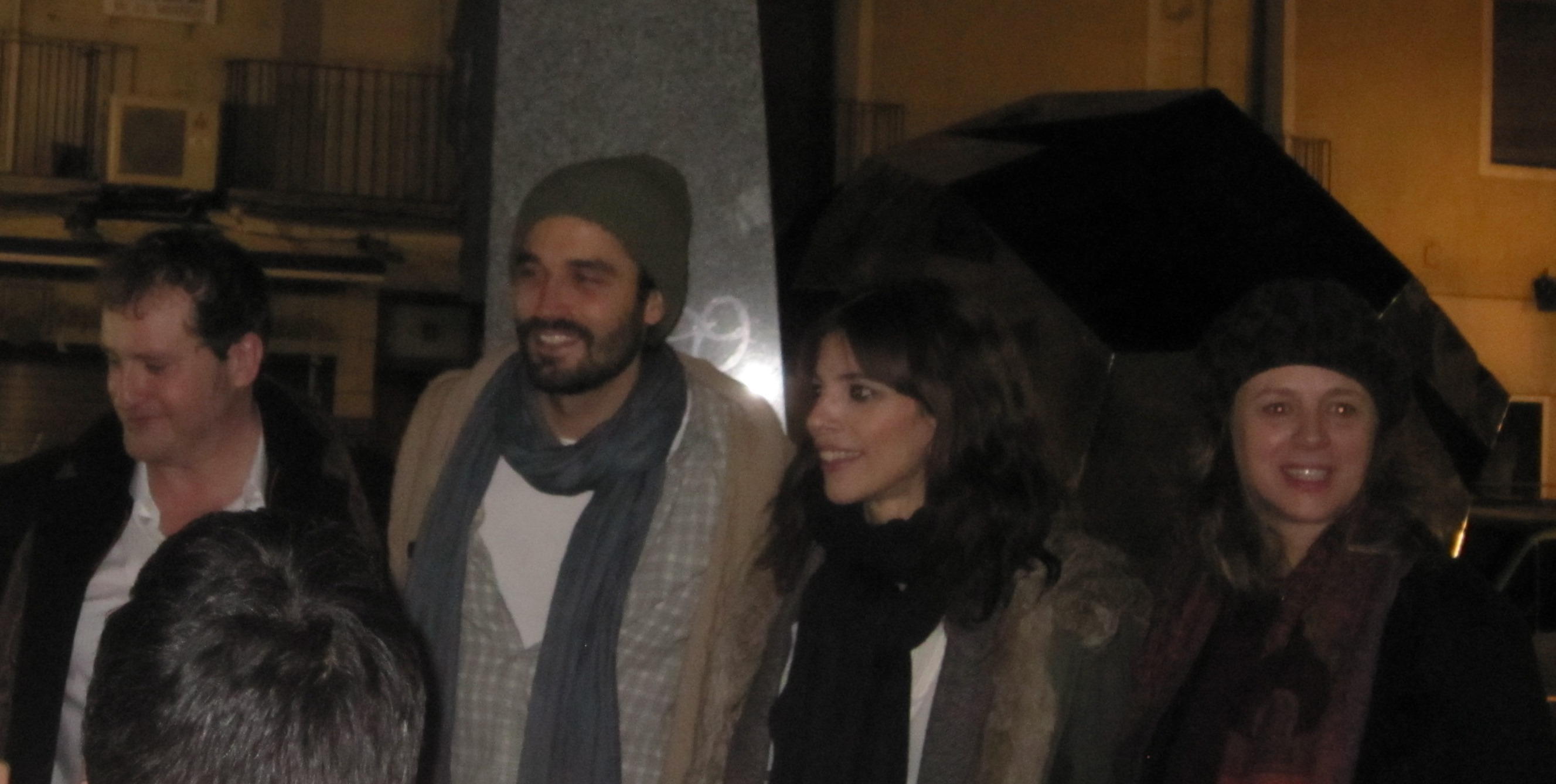
Emma Suárez (dreta) al costat de l'elenc dels fills de Kennedy

- El dol escau a Electra (2005-2006)
- Proserpina, Persèfone (2004)
- Les criades (2002)
- La Chunga (1987)
- Bajarse al moro (1985-1986)
- El cementerio de los pájaros (1982-1983)

## Premis i candidatures
| Any  | Categoria                                  | Pel·lícula             | Resultat   |
| ---- | ------------------------------------------ | ---------------------- | ---------- |
| 2010 | Millor interpretació femenina protagonista | La mosquitera          | Candidata  |
| 2007 | Millor interpretació femenina protagonista | Bajo las estrellas     | Candidata  |
| 1996 | Millor interpretació femenina protagonista | El perro del hortelano | Guanyadora |
| 1993 | Millor interpretació femenina protagonista | La ardilla roja        | Candidata  |

Fotogramas de Plata
| Any  | Categoria                  | Pel·lícula/Sèrie                                                | Resultat   |
| ---- | -------------------------- | --------------------------------------------------------------- | ---------- |
| 1997 | Millor actriu de televisió | Querido maestro                                                 | Candidata  |
| 1996 | Millor actriu de cinema    | El perro del hortelano Tierra Tu nombre envenena mis sueños     | Guanyadora |
| 1993 | Millor actriu de cinema    | La ardilla roja                                                 | Candidata  |
| 1990 | Millor actriu de cinema    | A solas contigo Contra el viento La blanca paloma La luna negra | Candidata  |

Premis de la Unió d'Actors
| Any  | Categoria                                      | Pel·lícula/Sèrie        | Resultat   |
| ---- | ---------------------------------------------- | ----------------------- | ---------- |
| 1997 | Millor interpretació protagonista de televisió | Querido maestro         | Candidata  |
| 1996 | Millor interpretació protagonista de cinema    | El perro de l'hortelano | Candidata  |
| 1993 | Millor interpretació protagonista de cinema    | La ardilla roja         | Guanyadora |

Medalles del Cercle d'Escriptors Cinematogràfics
| Any  | Categoria     | Pel·lícula             | Resultat   |
| ---- | ------------- | ---------------------- | ---------- |
| 1993 | Millor actriu | Orquesta Club Virginia | Guanyadora |

Premis Gaudí
| Any  | Categoria                               | Pel·lícula    | Resultat  |
| ---- | --------------------------------------- | ------------- | --------- |
| 2010 | Millor interpretació femenina principal | La mosquitera | Candidata |

Altres premis
- Premi de l'Assemblea de Directors, Realitzadors Cinematogràfics i Audiovisuals Espanyols (1989), per La blanca paloma.
- Premi Ondas 1996 a la millor actriu, per Tierra i Tu nombre envenena mis sueños.
- Premi Sant Jordi a la millor actriu (1990 i 1994), per La blanca paloma i La ardilla roja.
- Premi Turia a la millor actriu (1994), per La ardilla roja; premi especial el 2004 per Horas de luz.
- Premi Zapping a la millor actriu (2009), per Cazadores de hombres.
- Premi a la millor actriu de la 55a Setmana Internacional de Cinema de Valladolid (2010), per La mosquitera.
- Premi a la millor interpretació femenina en la XVI edició del Premi Cinematogràfic José María Forqué (2010), per La mosquitera.
- Premio Teatro de Rojas a la millor interpretació femenina (2011), per La avería.